# Príncipe Atsumi
Príncipe Atsumi (敦実親王, [[[893]] - 967] Erro: {{japonês}}: texto da transliteração contém caractere não latino (pos 17) (ajuda)), oitavo filho do Imperador Uda com Fujiwara no Taneko, filha do Naidaijin (Ministro do Centro), Fujiwara no Takafuji. Foi ministro da guerra de seu irmão, o Imperador Daigo 